# CyberBerkut
CyberBerkut var en ukrainsk hackergrupp. Gruppens namn anspelar på Berkut (svenska: Kungsörnarna) som var en specialstyrka inom Ukrainas polis. 
Gruppen var aktiv under Ukrainakrisen 2013–2014. De publicerade en lista på 40 webbsidor som de hade vandaliserat sedan krisen började. De gjorde bland annat ett stort antal attacker mot olika webbplatser kopplade till den då nya regimen. och den statsfinansierade ryska tv-kanalen Russia Todays webbsida, där ordet ”ryssar” under en kort tid ersattes med ”nazister”.
Gruppen attackerade inför Folkomröstningen i Krim 2014 flera av Natos webbplatser. Bland annat blev nato.int utsatt för en omfattande Denial of Service-attack, förmodligen rörde det sig om ett överlastningsangrepp. Attacken hade, enligt Nato, inte någon inverkan på Natos verksamhet och att deras experter arbetade med att  snabbt få upp sidorna igen. Cyber Berkut meddelade att "attacken hade genomförts av patriotiska ukrainare arga över vad de såg som Natos inblandning i deras land."